# Pteropus samoensis
Pteropus samoensis är en däggdjursart som beskrevs av Titian Peale 1848. Pteropus samoensis ingår i släktet Pteropus och familjen flyghundar.
Det svenska trivialnamnet Samoaflyghund förekommer för arten.
Inga underarter finns listade i Catalogue of Life. Wilson & Reeder (2005) skiljer mellan två underarter.
Denna flyghund förekommer på Fiji och Samoa. Arten vistas i skogar och den uppsöker även fruktodlingar och trädgårdar. Individerna vilar ensam eller i små flockar i växtligheten. Honor kan ha en kull per år med en unge.